# 岐阜木材工業団地
岐阜木材工業団地（ぎふもくざいこうぎょうだんち）は、岐阜県各務原市にある工業団地。岐阜木材団地とも称する。

## 概要
岐阜県が整備した工業団地であり、木材加工、住宅、ベニヤなど木材に関する企業が誘致されている。分譲面積は6.8ha。1975年（昭和50年）操業開始。
2022年（令和4年）現在18社が誘致されている。木材関係ではない企業（金属関係など）もある。

## 進出企業
※は木材関連企業では無い企業
- 交告製材
- 後藤木材
- 佐合木材
- 親和木材工業
- 中央林材
- 共栄プレス工業 ※
- 不破木材
- 森実木材工業
- T.M.D ※
- 市橋木材
- 川出銘木
- 高安株式会社 ※
- 小林三之助商店
- 大一
- 平野木材
- 藤建鋼 ※
- マルト太洋
- 愛知スチール ※

## 所在地
- 岐阜県各務原市須衛町7丁目

## アクセス
自動車では、国道21号三ツ池町交差点より県道17号江南関線を北上し、テクノプラザ口交差点を東進。